# Болотов, Иван Михайлович
 Иван Михайлович Болотов — русский военный деятель, генерал-майор (1913), начальник Ташкентского военного училища.

## Биография

### Начальная биография
Иван Михайлович Болотов родился 12 сентября 1868 года в Санкт-Петербурге в семье статского советника.
В 1887 году закончил Николаевский кадетский корпус.
В 1889 году закончил 1-е военное Павловское училище с выпуском в лейб-гвардии Гренадерский полк, в октябре того же года получил воинское звание — подпоручик гвардии.
В 1895 году окончил Николаевскую академию генштаба по 1-му разряду. в том же году получил звание штабс-капитана гвардии.
Состоял при Киевском и Омском военных округах. С 1896 по 1898 год — обер-офицер для поручений при штабе Омского военного округа.
В 1897—1898 годах отбывал цензовое командование ротой в 93-м пехотном Иркутском полку.
С 13.10.1898 — старший адъютант штаба 24-й пехотной дивизии. В 1900—1901 годах — начальник строевого отделения штаба Ивангородской крепости.
С 24.11.1901 — штаб-офицер для особых поручений при штабе Варшавского военного округа.
В 1902 году отбывал цензовое командование батальоном во 2-м Ивангородском крепостном пехотном полку
В 1903—1904 годах — начальник штаба 6-й пехотной дивизии.

### В Русско-японскую войну
С 23.03.1905 года — начальник штаба 2-й сводной казачьей дивизии. Был прикомандирован к артиллерии (15.05.-14.07.1906) и к кавалерии (04.07.-13.07.1908).
В 1907 году «за отлично-усердную службу и труды, понесённые во время военных действий» награждён орденом Святой Анны 2-й степени.

### В послевоенные годы
В 1908—1913 годах — назначен командиром 170-го пехотного Молодечненского полка.
В 1913 году назначен начальником штаба 5-го Сибирского армейского корпуса с переводом в Генеральный штаб.
В 1914 году состоял в резерве чинов при штабе Минского военного округа, в 1915 году — назначен начальником отделения Главного штаба.
С марта 1916 по август 1917 года — начальник Ташкентского военного училища.
В сентябре 1917 года в связи с болезнью уволен в отставку с назначением пенсии и правом ношения военного мундира.
С сентября 1918 года проживал в городе Истра Московской губернии.
Умер в 1918 году, похоронен на кладбище г. Истра.

## Воинские звания
- Подпоручик (1888 г.)
- Подпоручик гвардии (1889 г.)
- Поручик (1893 г.)
- Штабс-капитан (1895 г)
- Капитан со старшинством (1896 г.)
- Подполковник (1900 г.)
- Полковник (1904 г.)
- Генерал-майор (1903 г.)[4]

## Награды
- Орден Святого Станислава 3-й степени (1897)
- Орден Святой Анны 3-й степени (1903)
- Орден Святого Станислава 2-й степени (1906)
- Орден Святой Анны 2-й степени (1907)
- Орден Святого Владимира 4-й степени (1911)
- Орден Святого Владимира 3-й степени со старшинством (1914)
- мечи к ордену Святого Владимира 3-й степени (1915)
- Орден Святого Станислава 1-й степени (1915)
- Орден Святой Анны 1-й степени[5][6][7]